# Sophta
Sophta is een geslacht van vlinders van de familie Uilen (Noctuidae), uit de onderfamilie Acontiinae.

## Soorten
- S. atrifalcis Hampson, 1907
- S. comorana Viette, 1981
- S. concavata Walker, 1862
- S. chopardi Berio, 1954
- S. diplochorda Hampson, 1907
- S. excisa Hampson, 1894
- S. hapalopis Turner, 1925
- S. incerta Viette, 1961
- S. infrarubra Strand, 1920
- S. lineata Warren, 1898
- S. loxomita Turner, 1908
- S. mazoatra Viette, 1961
- S. medjensis (Holland, 1920)
- S. microplexia Viette, 1961
- S. nitens Butler, 1879
- S. olivata Hampson, 1902
- S. omopis Meyrick, 1902

- S. omopisoides Berio, 1954
- S. ozolicoides Berio, 1954
- S. peroma Viette, 1961
- S. rimosa Viette, 1961
- S. ruficeps Walker, 1864
- S. submacaroides Berio, 1959
- S. tafana Viette, 1976
- S. theae (Matsumura, 1907)
- S. uniformis Berio, 1959